# إرنيستو بيريث لوبو
إرنيستو بيريث لوبو (بالإسبانية: Ernesto Pérez Lobo، ولد في 5 سبتمبر 1970، مدريد، إسبانيا) لاعب جودو إسباني.
حصل على الميدالية الفضية في دورة الألعاب الأولمبية الصيفية عام 1996 في أتلانتا، كما حاز على ميدالية فضية وبرونزية في بطولات أوروبا للجودو.

## إنجازاته

### الألعاب الأولمبية الصيفية
- 1996 أتلانتا  الولايات المتحدة:  ميدالية فضية في وزن فوق 95 كغم.

### بطولة أوروبا للجودو
- 1999 براتيسلافا  سلوفاكيا:  ميدالية فضية في الوزن المفتوح (Open).
- 2000 فروتسلاو  بولندا:  ميدالية برونزية في وزن فوق 100 كغم.